# Сельское поселение Тайдаково
Сельское поселение Тайдаково — муниципальное образование в Шигонском районе Самарской области.
Административный центр поселения — село Тайдаково.

## Население
| 2010 | 2012 | 2013 | 2014 | 2015 | 2016 | 2017 |
| ---- | ---- | ---- | ---- | ---- | ---- | ---- |
| 768  | ↘746 | ↘745 | ↘736 | ↗737 | ↗739 | ↘737 |
| 2018 | 2019 | 2020 | 2021 |      |      |      |
| ↘702 | ↗705 | ↘689 | ↗707 |      |      |      |

## Состав сельского поселения
| № | Населённый пункт | Тип населённого пункта       | Население |
| - | ---------------- | ---------------------------- | --------- |
| 1 | Климовка         | село                         | 186       |
| 2 | Левашовка        | деревня                      | 69        |
| 3 | Ольгино          | деревня                      | 7         |
| 4 | Тайдаково        | село, административный центр | 506       |